# Barry Cunliffe
Pour les articles homonymes, voir Cunliffe.
Barrington Windsor Cunliffe, né le 10 décembre 1939, connu sous le nom de Barry Cunliffe, est un archéologue et universitaire britannique. Professeur d'archéologie européenne à l'université d'Oxford de 1972 à 2007, il est depuis 2007 professeur émérite.

## Biographie

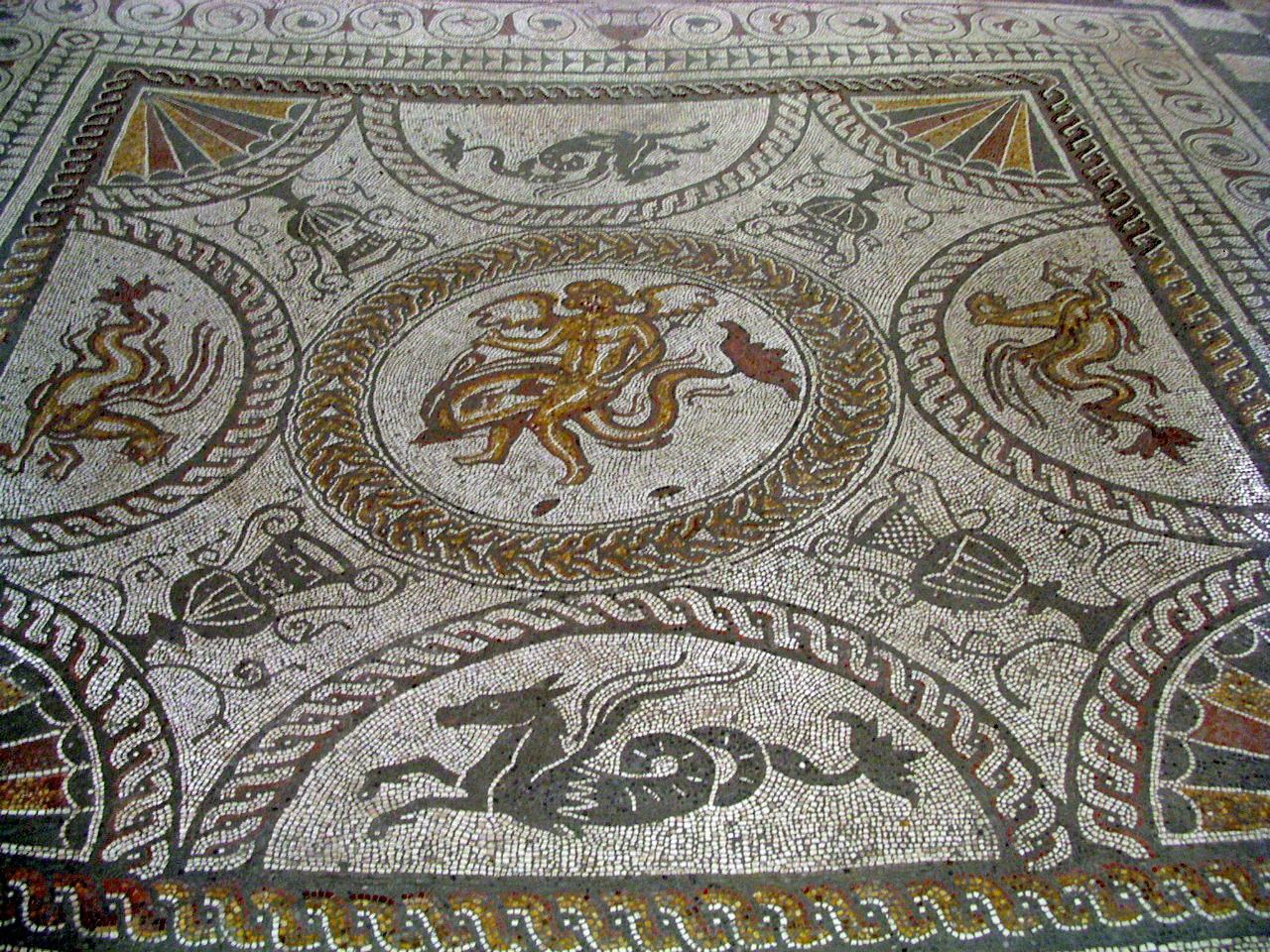
La mosaïque de dauphins trouvée par l'équipe de Cunliffe à Fishbourne.

La découverte de restes romains sur la ferme de son oncle dans le Somerset est l'élément déclencheur à l'âge de neuf ans de sa décision de devenir archéologue. Après avoir étudié à la Northern Grammar School de Portsmouth (aujourd'hui Mayfield School) et étudié l'archéologie et l'anthropologie à l'université de Cambridge, il devient maître de conférences à l'université de Bristol en 1963. Fasciné par les vestiges romains dans la ville voisine de Bath, il se lance dans un programme de fouilles et de publication.
En 1966, il devient professeur particulièrement jeune lorsqu'il occupe la chaire au nouveau département d'archéologie de l'université de Southampton. C'est là qu'il s'implique dans les fouilles (1961-68) de la Fishbourne Roman Palace dans le Sussex. Un autre site dans le sud de l'Angleterre l'éloigne de la période romaine. Il commence une longue série de fouilles estivales (1969-88) de la colline fortifiée de l'Âge du Fer à Danebury dans le Hampshire et participe ensuite au Danebury Environs Programme (1989-95). Son intérêt pour l'âge du fer en Grande-Bretagne et en Europe engendre un certain nombre de publications et il devient une autorité reconnue sur les Celtes.
D'autres sites sur lesquels il travaille comprennent Hengistbury Head dans le Dorset, Mount Batten dans le Devon, Le Câtel en Jersey, et Le Yaudet en Bretagne, ce qui reflète son intérêt pour les communautés de l'Arc atlantique au cours de l'Âge du Fer. Dans ses travaux ultérieurs, il expose la thèse selon laquelle la culture celtique a pris naissance le long de la façade Atlantique de l'Âge de Bronze, avant d'être emmenée à l'intérieur des terres, ce qui contraste avec l'opinion plus généralement admise selon laquelle les origines celtiques sont liées à la culture de Hallstatt des Alpes. L'un de ses projets les plus récents se situe dans la vallée de Najerilla, à La Rioja en Espagne, qui est à cheval sur "l'interface entre le centre de la péninsule ibérique et la zone atlantique du golfe de Gascogne".
Barry Cunliffe vit avec sa femme à Oxford.

## Postes et honneurs
- Président, Council for British Archaeology (1976-79)
- Fellow of the British Academy (FBA; 1979)
- Membre, Ancient Monuments Advisory Committee sur le English Heritage, depuis 1984
- Honoraire Diplômé, Docteur en Sciences, Université de Bath (1984)[3]
- Membre, Comité Consultatif du The Discovery Programme (en) (Irlande), depuis 1991
- Fiduciaire du British Museum
- Gouverneur, Musée de Londres
- Fellow de la Société des Antiquaires de Londres (FSA)
- Original Président du Comité de Pilotage de l'e-journal Internet de l'Archéologie
- Cunliffe a été fait chevalier le 17 juin 2006[4].
- Cunliffe a été nommé président par intérim de l'anglais du Patrimoine en septembre 2008
- Chairman, The British Museum Friends (en) (-2009)
- Founding Fellow, La Société savante du pays de Galles
- Grahame Clark Medal (en), de la British Academy (2004)

## Œuvres
- The Roman Occupation, Introduction, Cumberland and Westmorland, The Buildings of England, Nikolaus Pevsner, Harmondsworth: Penguin (1967)
- Roman Hampshire, Introduction, Hampshire and the Isle of Wight, The Buildings of England, Nikolaus Pevsner, Harmondsworth: Penguin (1967)
- The Roman Occupation, Introduction, Worcestershire, The Buildings of England, Nikolaus Pevsner, Harmondsworth: Penguin (1968)
- Roman Kent, Introduction, North East and East Kent, The Buildings of England, Nikolaus Pevsner, Harmondsworth: Penguin (1969)
- Fishbourne: A Roman Palace and Its Garden (1971)
- The Regni (1973) in the Peoples of Roman Britain series Ed.Keith Brannigan, pub. Duckworth (1973)  (ISBN 0-7156-0699-9)
- Iron Age Communities in Britain (1974)  (ISBN 0-7100-8725-X) (4th edition, Jan 2005)
- Excavations in Bath 1950-1975 (1979)
- (en) Danebury : Anatomy of an Iron Age Hillfort, Batsford Ltd, 1983, 192 p. (ISBN 0-7134-0998-3)
- Roman Bath Discovered (1984)
- Excavations at Portchester Castle (avec J. T. Munby (en)), 1985[5].
- The Celtic World (1987)
- Greeks, Romans and Barbarians (1988)
- Wessex to AD 1000 (1993)
- L'univers des Celtes, Paris, éditions Inter-Livres, 1996, 224 p. (ISBN 2-909808-11-4)
- The Ancient Celts (1997)  (ISBN 0-14-025422-6)
- (en) Iron Age Britain, Londres, B.T. Batsford, 2000 (ISBN 0-7134-7299-5)
- Facing the Ocean: The Atlantic and Its Peoples, 8000 BC to AD 1500 (2001, Oxford University Press)
- The Oxford Illustrated History of Prehistoric Europe (2001)
- The Extraordinary Voyage of Pytheas the Greek: The Man Who Discovered Britain (2001), Walker & Co;  (ISBN 0-8027-1393-9) (2002 Penguin ed. with new post-script:  (ISBN 0-14-200254-2))
- The Celts: A Very Short Introduction (2003), Oxford University Press
- England's Landscape: The West (English Heritage 2006)
- Europe Between the Oceans: 9000 BC-AD 1000 (2008)  (ISBN 0-300-11923-2)
- A Valley in La Rioja: The Najerilla Project, with Gary Lock (Oxford Univ School of Archaeology 2010)
- Druids: A Very Short Introduction (2010), Oxford University Press
- Celtic from the West. Alternative perspectives from archaeology, genetics and literature. (Oxford: Oxbow Books). 2010.
- Britain Begins (Oxford University Press 2012)
- By Steppe, Desert, and Ocean: The Birth of Eurasia (Oxford University Press 2015)
- Bretons and Britons : The Fight for Identity, Owford University Press, 2021.

## Fiction
Cunliffe a inspiré le nom du personnage "Currant Bunliffe", archéologue dans le livre de 1979 de David Macaulay, Motel of the Mysteries.